# Таллинстрой
Трест «Таллинстрой» (эст. Tallinna Ehitustrust) — крупнейшая в Таллине строительная организация в годы советской власти. Подчинялась Министерству строительства Эстонской ССР. Адрес: Таллин, Нарвское шоссе 50.
Предприятие было создано в 1944 году. Его довоенным предшественником был «Балтвоенморстрой». Наименование «Таллинстрой» предприятие носило с 1958 года.
В составе треста было 5 общестроительных управлений, строительное управление по отделочным  работам, специализированное строительное управление, управление производственно-технологической комплектации, участок механизации и транспорта, жилищно-коммунальная контора и клуб строителей. Трест занимался строительством и реконструкцией промышленных предприятий, возведением жилых домов, детских садов, школ, больниц, магазинов, гостиниц, спортивных и других сооружений.
Трестом «Таллинстрой» построены такие известные в республике объекты, как:
- певческая эстрада на Певческом поле в Таллине,
- корпуса Таллинского Политехнического Института,
- Дворец культуры и спорта имени В. И. Ленина,
- Таллинская телебашня (в качестве главного подрядчика),
- Олимпийский центр парусного спорта,
- Дом спорта ДСО «Калев»,
- стадион имени Комсомола,
- Дом радио (Таллин),
- Таллинский Дом быта,
- таллинский район Мустамяэ и микрорайон Вяйке-Ыйсмяэ,
- Маардуский химический завод,
- рабочий посёлок Маарду.

В 1958 году бригадиру комплексной бригады каменщиков треста «Таллинстрой» Кристьяну Августовичу Кярберу было присвоено звание Героя Социалистического Труда.
В 1961 году главный инженер завода железобетонных изделий треста «Таллинстрой» Пауль Рейнхольдович Вейгель был награждён Ленинской премией.
В 1976 году группа работников треста «Таллинстрой» была удостоена Премии Совета Министров СССР за проектирование и строительство жилого района Мустамяэ.
В 10-й пятилетке основной объём работ выполнялся на объектах Олимпийской парусной регаты 1980 года.
В 1980 году бригадиру штукатуров треста «Таллинстрой» Мынзу Владимиру Георгиевичу (Vladimir Mõnzu) было присвоено звание Героя Социалистического Труда.
На 1 января 1979 года численность работников треста составляла 3155 человек, из них 2071 был занят на строительно-монтажных работах. С 1977 года управляющим треста был Вильяр Хямалане (Viljar Hämalane).
В начале 1980-х годов Строительное Управление № 7 треста «Таллинстрой»  участвовало в строительстве посёлка Когалымский в Сургутском районе Тюменской области.
В 1980-х годах в рамках Всесоюзной ударно-комсомольской стройки «БАМ» трест участвовал в строительстве посёлка Кичера в Сибири. Строительно-монтажное предприятие треста построило станцию Кичера, школу, детский сад, амбулаторию, здание ТОЦ и жилые дома для железнодорожников.
Работники треста участвовали в восстановлении пострадавшего от катастрофического землетрясения города Спитак в Армении.
При тресте работал Клуб строителей (улица Эндла 8).
В 1988 году на киностудии «Таллинфильм» был снят рекламный фильм «Приходи работать строителем в Таллинстрой!» („Tule ehitajaks Tallinna Ehitustrusti!”).
После отделения Эстонии от Советского Союза трест был ликвидирован.

Объекты, возведённые трестом «Таллинстрой»
Таллинская певческая эстрада
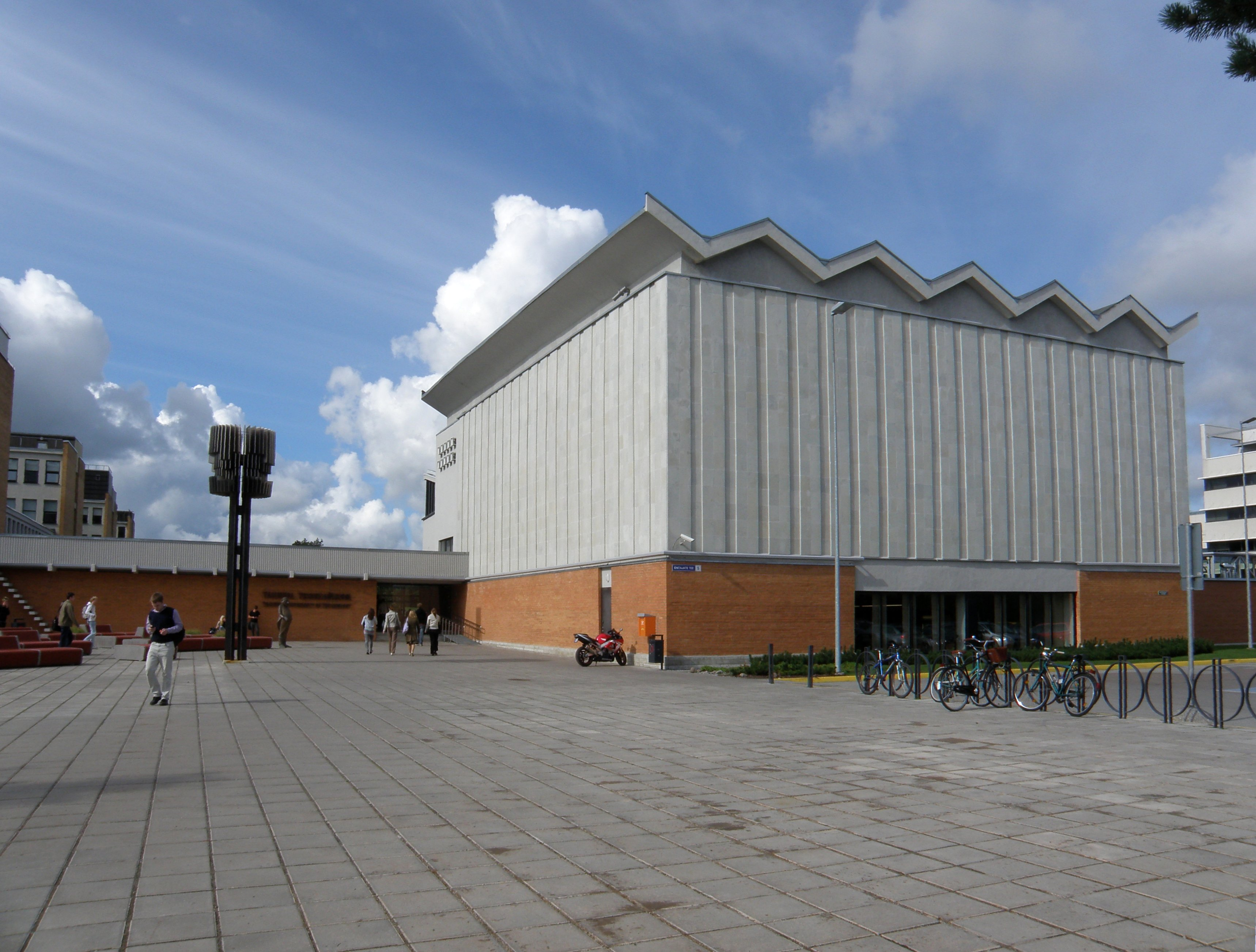
Главный корпус ТПИ
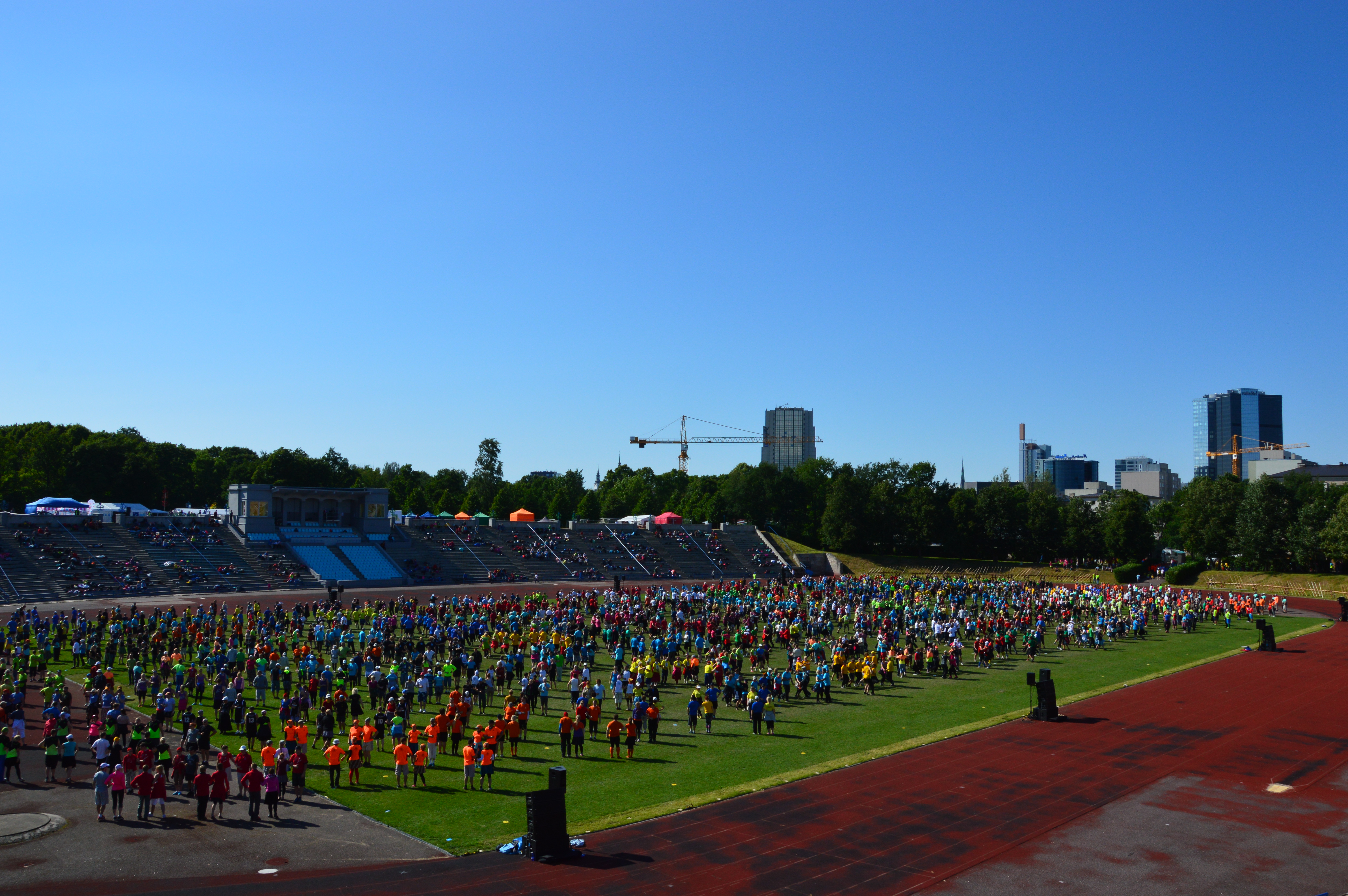
Стадион имени Комсомола, ныне Центральный стадион
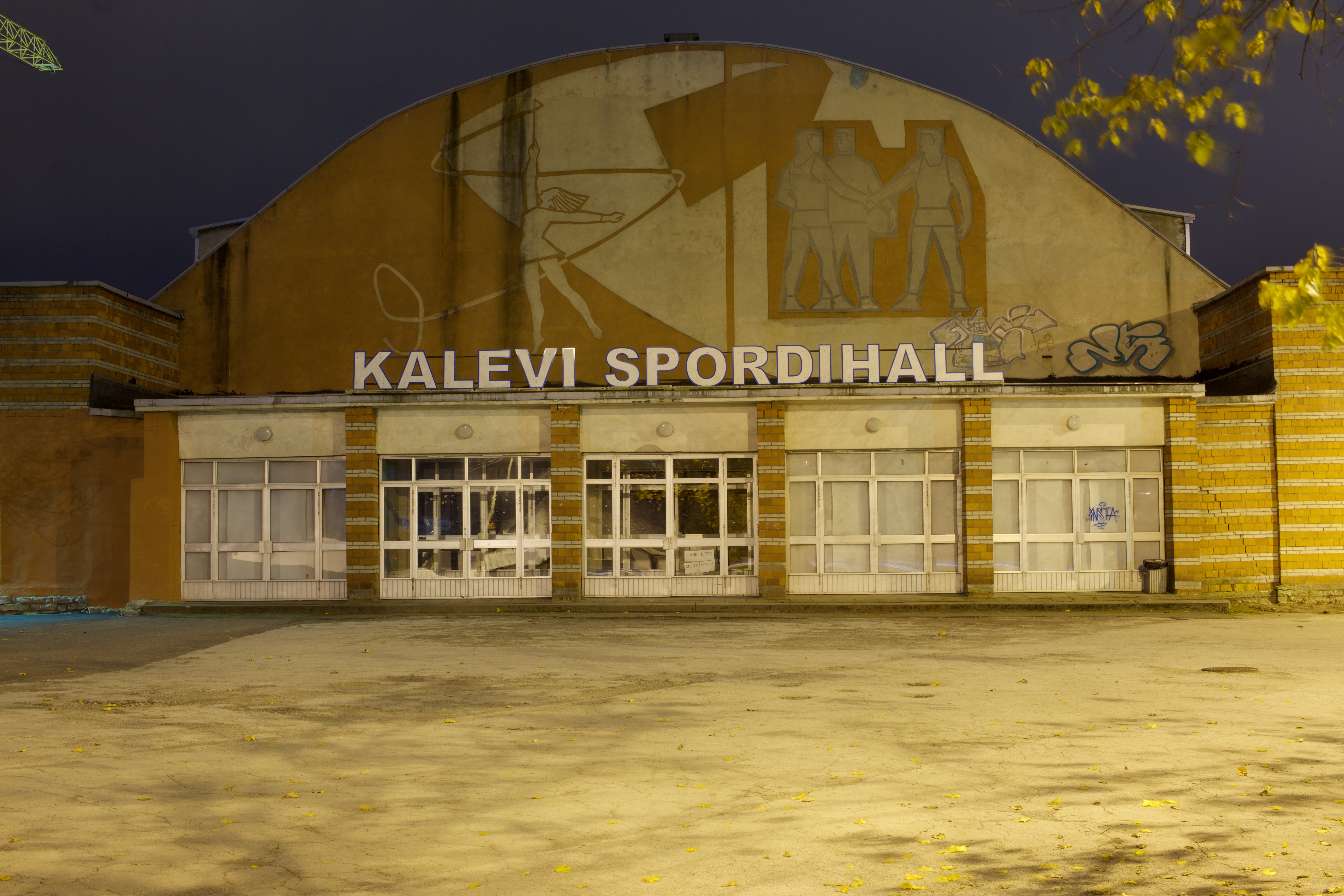
Дом спорта ДСО «Калев»
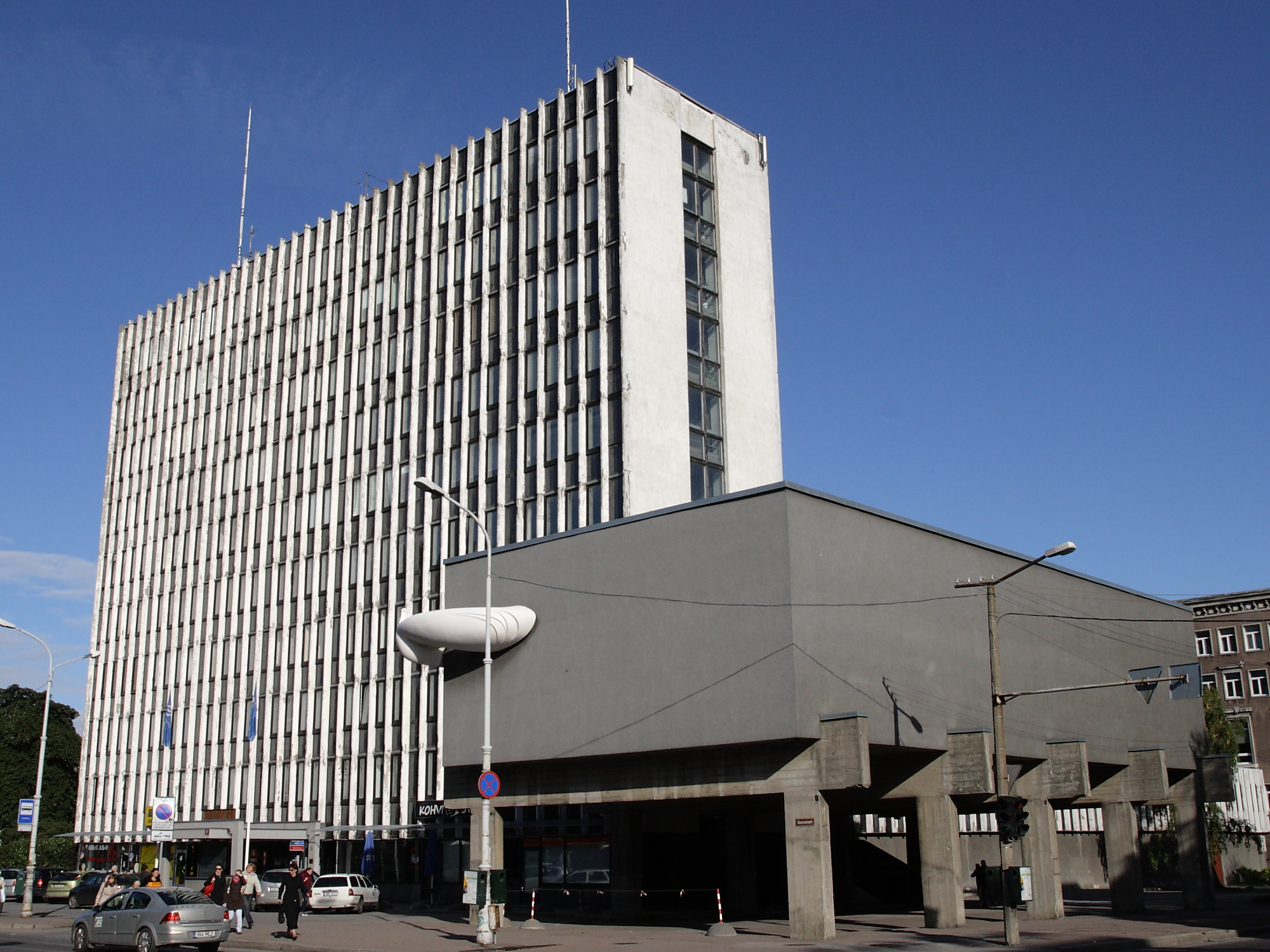
Дом радио
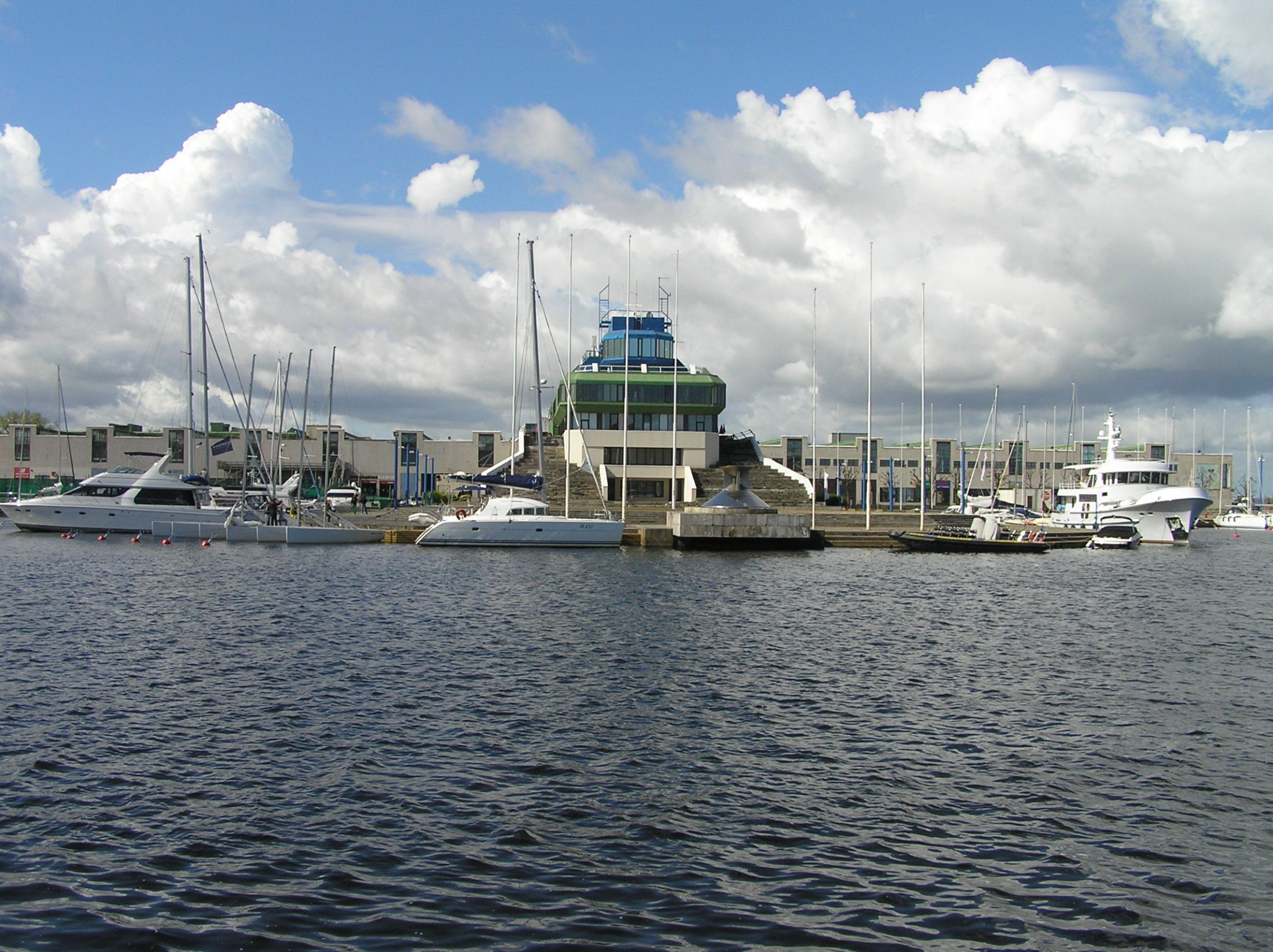
Олимпийский центр парусного спорта
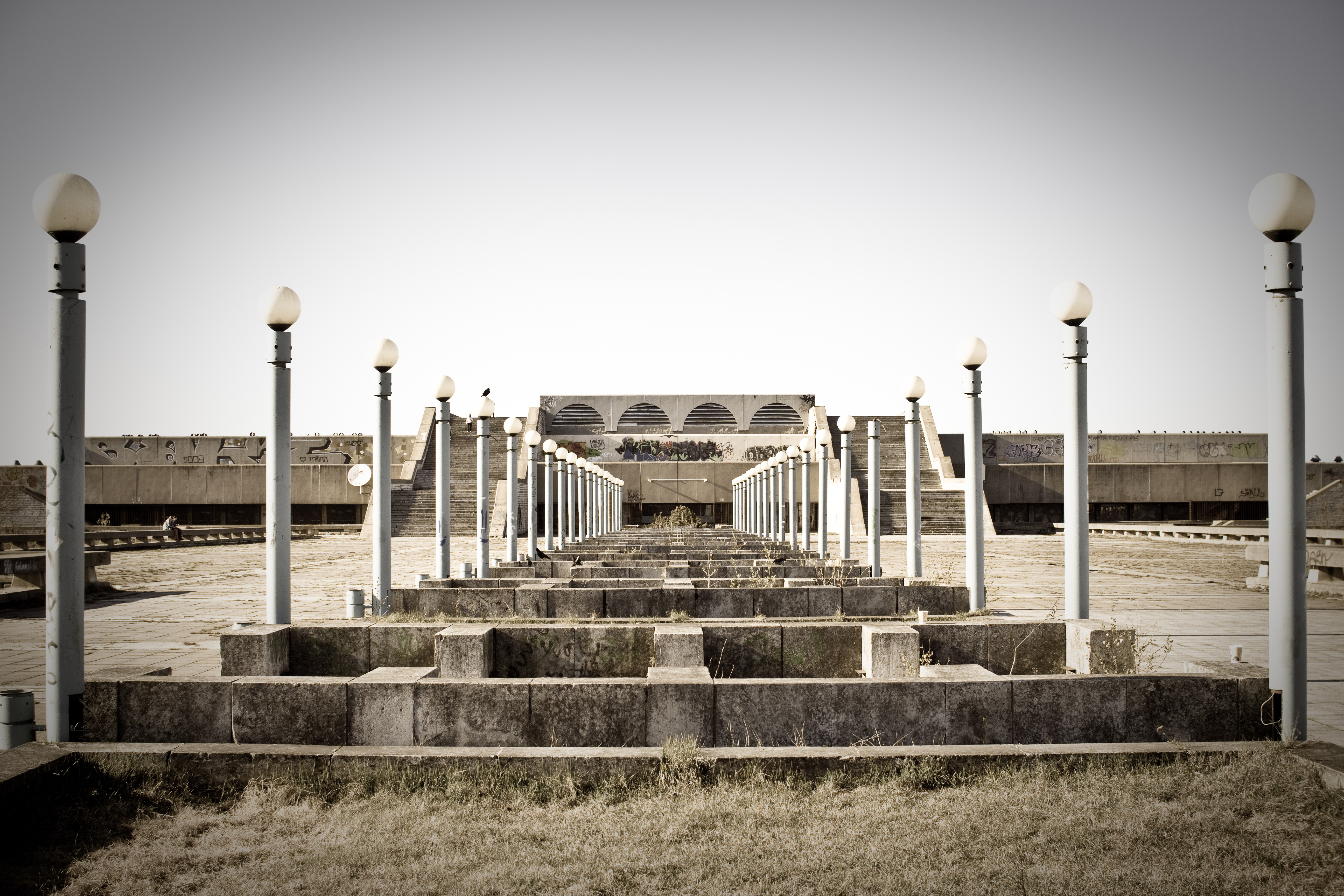
Горхолл (2011 год)
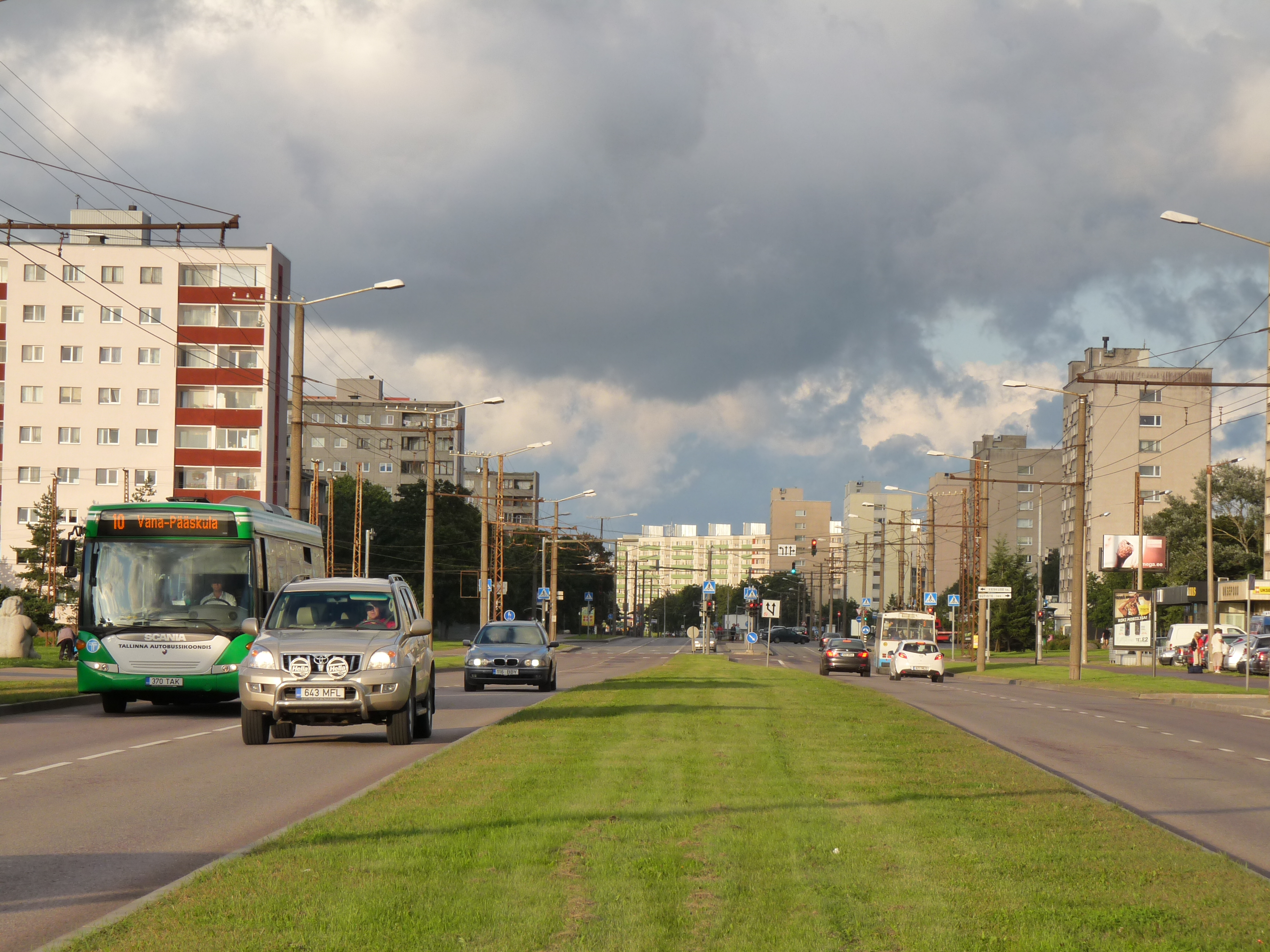
Мустамяэ
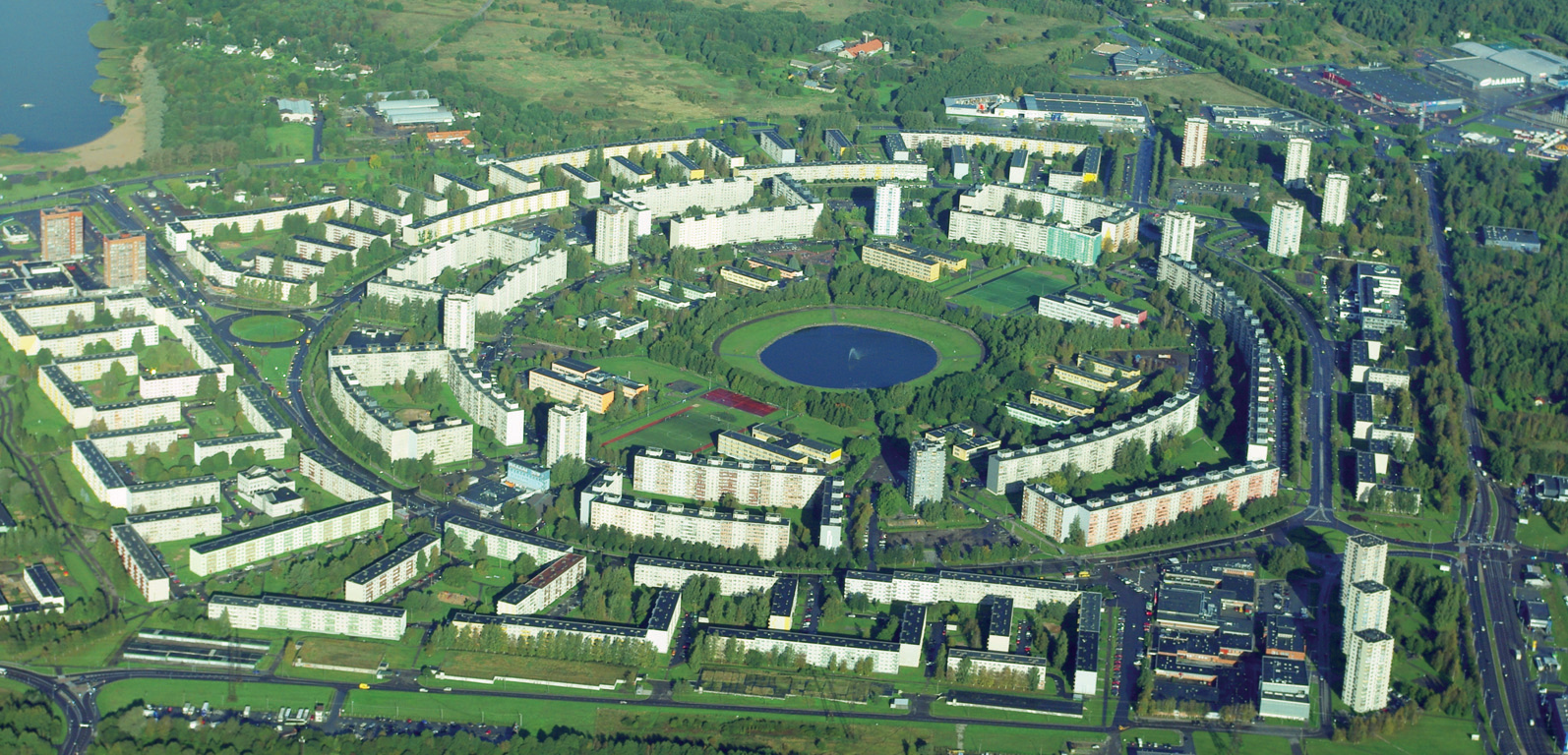
Вяйке-Ыйсмяэ